# SCB OK1 924–930
Die zweiachsigen gedeckten Güterwagen der Gattung OK1 mit den Nummern 924–930 waren ab 1892 bei der Schweizerischen Centralbahn (SCB) zum Transport von Wein im Einsatz.

## Geschichte
1892 baute die Schweizerische Industrie-Gesellschaft für das Speditionsunternehmen Joh. Thommen Sohn in Basel sieben Güterwagen die bei der SCB eingestellt wurden.
Im Inneren befanden sich zwei Holzfässer mit zusammen 11 740 Liter Fassungsvermögen, die mittels einer Pumpe entleert werden konnten. Wie damals bei allen Schweizer Bahnen üblich hatten Wagen zum Transport von Bier oder Wein einen weissen, wärmeabweisenden Anstrich und trugen eine rote und schwarze Beschriftung.
Nach der Verstaatlichung der SCB 1902 wurden die Wagen bei den Schweizerischen Bundesbahnen (SBB) immatrikuliert und erhielten die Nummern P 91306–91312. Wie lange die Wagen im Einsatz waren ist nicht bekannt.